# Gerolsteiner Brunnen
La Gerolsteiner Brunnen GmbH & Co. KG è un'azienda tedesca con sede a Gerolstein, città della Renania-Palatinato situata sull'altopiano di Eifel.
Fondata il 1º gennaio 1888 con il nome di Gerolsteiner Sprudel GmbH, la Gerolsteiner è la principale azienda sul mercato tedesco per vendite nel settore dell'acqua minerale. Oltre alla Germania, distribuisce i suoi prodotti in altri 34 paesi.
Il prodotto "storico", l'acqua minerale Gerolstein Sprudel, è noto per la naturalmente alta presenza di anidride carbonica. Più recentemente (dal 1986) sono state introdotte delle acque con inferiore concentrazione di anidride carbonica.
Dal 1998 al 2008 l'azienda è stata anche lo sponsor principale della squadra ciclistica professionistica Team Gerolsteiner.